# Куково са Будвом (жупа)
Жупа Кукева или Куково (Cuceva) је једна од три приморске жупе и једини примјер да једна жупа у Дукљи чини цјелину са касноантичким градом. Обухватала је град Будву (Buthua) и његов антички градски дистрикт. Име жупе се задржало у селу Кукуљевина, изнад манастира Подластве. Кроз Куково је пролазио антички пут од Скадра и Улциња, до Котора и Рисна, па даље према областима Травуније. Најближе значајније мјесто са југоисточне стране било је Ласта (данашњи Петровац). У појединим историјским раздобљима ова жупа се везивала за сусједну жупу Грбаљ (Gripuli).

## Будва (Стари град)
Један је од ријетких приморских античких градова, који није пропао почетком 7. вијека, приликом сеобе народа. То објашњава његово средњовјековно име: Стари град (Civitas Antiqua). Године 840. са унутрашње стране градског бедема, подигнута је црква Свете Марије. Око ње се касније развила бенедиктинска опатија (Sancta Maria de Punta). Као својим посједом, Будвом је је непосредно управљао принц Бодин.

### Новиград
У близини Будве нема ниједног локалитета који би одговарао већем насељу, односно остацима настањеног дукљанског града Новиграда, који помиње Константин Порфирогенит у „De administrando imperio”. Ово стога што се име Стари град (Civitas Antiqua) може разумјети као антиподно Новиграду.